# روس هاسلام
روس هاسلام (بالإنجليزية: Ross Haslam) هو غطاس بريطاني، ولد في 2 أكتوبر 1997 في شفيلد في المملكة المتحدة.

## روابط خارجية
- روس هاسلام على موقع الاتحاد الدولي للسباحة (الإنجليزية)
- روس هاسلام على موقع قاعدة بيانات الغوص IAT (الألمانية)